# Henri IV de Brabant
Henri IV de Brabant, né vers 1251, mort après 1272, est duc de Brabant de 1261 à 1267. Il est le fils d'Henri III, duc de Brabant, et d'Adélaïde de Bourgogne.

## Biographie
Il succède à son père à l'âge de dix ans sous la tutelle de sa mère. Cette régence lui est disputée par son oncle Henri Ier, landgrave de Hesse et par un cousin, Henri de Louvain, seigneur de Gaesbeek. Les abus de la duchesse Alix causent des troubles à Louvain. 
Henri, chétif et de faible intelligence, renonce un peu plus tard au duché, en faveur de son frère Jean, et devient novice à l'abbaye de Saint-Bénigne, à Dijon, en Bourgogne. Il prononce ses vœux le 1er octobre 1269, dans l'ordre de Saint-Augustin. Un acte le signale encore en vie le 28 avril 1272, et l'on ignore la date de sa mort.
Il a été fiancé en 1257 à Marguerite de France (°1255+1271) fille de Saint-Louis, les fiançailles sont annulées quelques années plus tard à cause de son dérangement mental.

## Source
- Alphonse Wauters, « Henri IV », Académie royale de Belgique, Biographie nationale, vol. 9, Bruxelles, 1887 [détail des éditions], p. 144-146.
- Notices d'autorité :   - VIAF
  - GND